# Lessingham
Lessingham – wieś w Anglii, w hrabstwie Norfolk, w dystrykcie North Norfolk. Leży 26 km na północny wschód od Norwich i 184 km na północny wschód od Londynu.
W 2001 miejscowość liczyła 467 mieszkańców.